# Ochlodes asahinai
Ochlodes asahinai är en fjärilsart som beskrevs av Shirôzu 1964. Ochlodes asahinai ingår i släktet Ochlodes och familjen tjockhuvuden. Inga underarter finns listade i Catalogue of Life.